# 457 Аллегенія
457 Аллегенія (457 Alleghenia) — астероїд головного поясу, відкритий 15 вересня 1900 року у Гейдельберзі.
Тіссеранів параметр щодо Юпітера — 3,162.